# Antoine Brizard
Antoine Brizard (n. 22 mai 1994, Poitiers, Poitou-Charentes, Franța) este un voleibalist ce a reprezentat Franța, medaliat olimpic. A participat la o ediție a Jocurilor Olimpice (2020) în care a câștigat o medalie de aur.

## Participări
Lista de mai jos prezintă principalele competiții la care a participat Antoine Brizard de-a lungul carierei.
- Volei la Jocurile Olimpice de vară din 2020 - masculin[2]